# 出口雅久
出口 雅久（でぐち まさひさ）は、日本の民事訴訟法学者。立命館大学教授。博士（法学）（ドイツ・フライブルク大学）。

## 研究概要
- 民事手続に及ぼす憲法諸原則の影響
- 民事訴訟における憲法原則の影響についての日独米の比較法的な研究。

## 出身大学院等・出身学校
- 1983年 - 中央大学法学部法律学科卒業
- 1991年 - フライブルク大学法学研究科民事訴訟法博士
- 1998年 - 慶應義塾大学法学研究科民事訴訟法博士前期　修了

## 取得学位
- 法学博士 (ドイツ・フライブルク大学法学部)
- 法学修士 (慶應義塾大学)

## 研究分野
- 民事訴訟法

## 受賞・受章歴
- 2006年：ドイツ連邦共和国功労勲章功労十字小綬章[1]

## 著書
- 民事訴訟法の継受と伝播  松本博之・出口雅久編  信山社